# Mariannhillští misionáři
Mariannhillští misionáři či Kongregace misionářů z Mariannhillu (lat. Congregatio Missionarium de Mariannhill, něm. Kongregation der Missionare von Mariannhill, zkratka C.M.M. nebo CMM) je římskokatolický mužský řád, který působí především v misiích v Africe a v rozvojových zemích.

## Původ

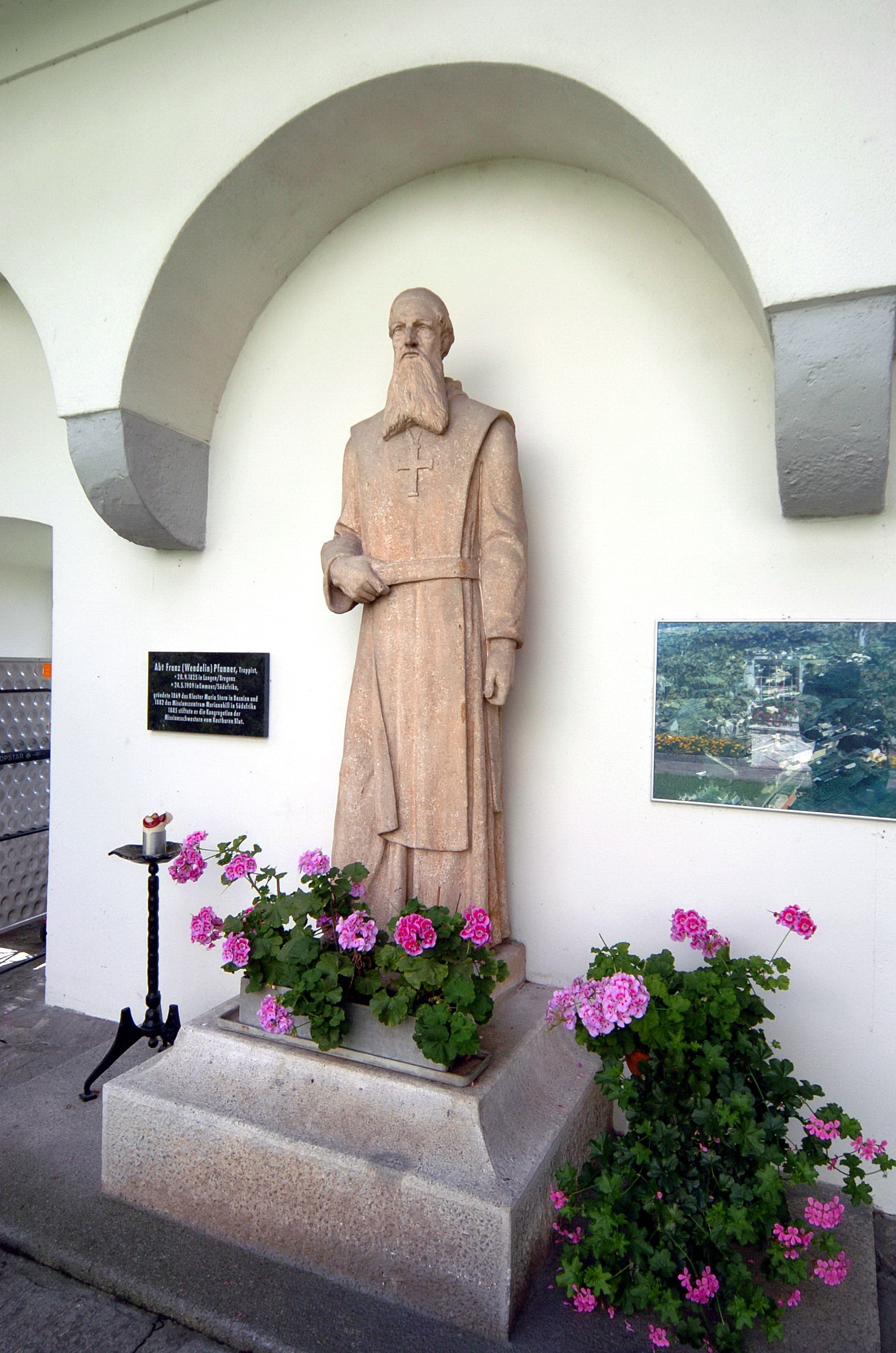
Socha Franze Pfannera v klášteře Wernberg, Rakousko

Klášter Mariannhill je bývalý trapistický klášter a současné sídlo misionářů Mariannhill nedaleko Pinetownu u Durbanu v Jihoafrické republice.
Trapistický klášter založil v roce 1882 opat Franz Pfanner jako klášter Mariannhill (česky Hora Marie Anny) nedaleko přístavního města Durban. V roce 1909 papež Pius X. oddělil klášter od trapistického řádu a umožnil založení misionářů mariánského kláštera.
Od založení komunity udržovali její bratři kontakty s přáteli a podporovateli misijního díla v Evropě. Brzy tak vznikla dvě zastoupení ve Würzburgu a Kolíně nad Rýnem. V roce 1911 byly pro komunitu v Evropě postaveny první formační domy. V roce 1920 byl v Reimlingenu otevřen Misijní dům svatého Josefa, který sloužil především k výchově bratří.

## Ústavy a kláštery

### Seminář Pia X. (Piusseminar) ve Würzburgu

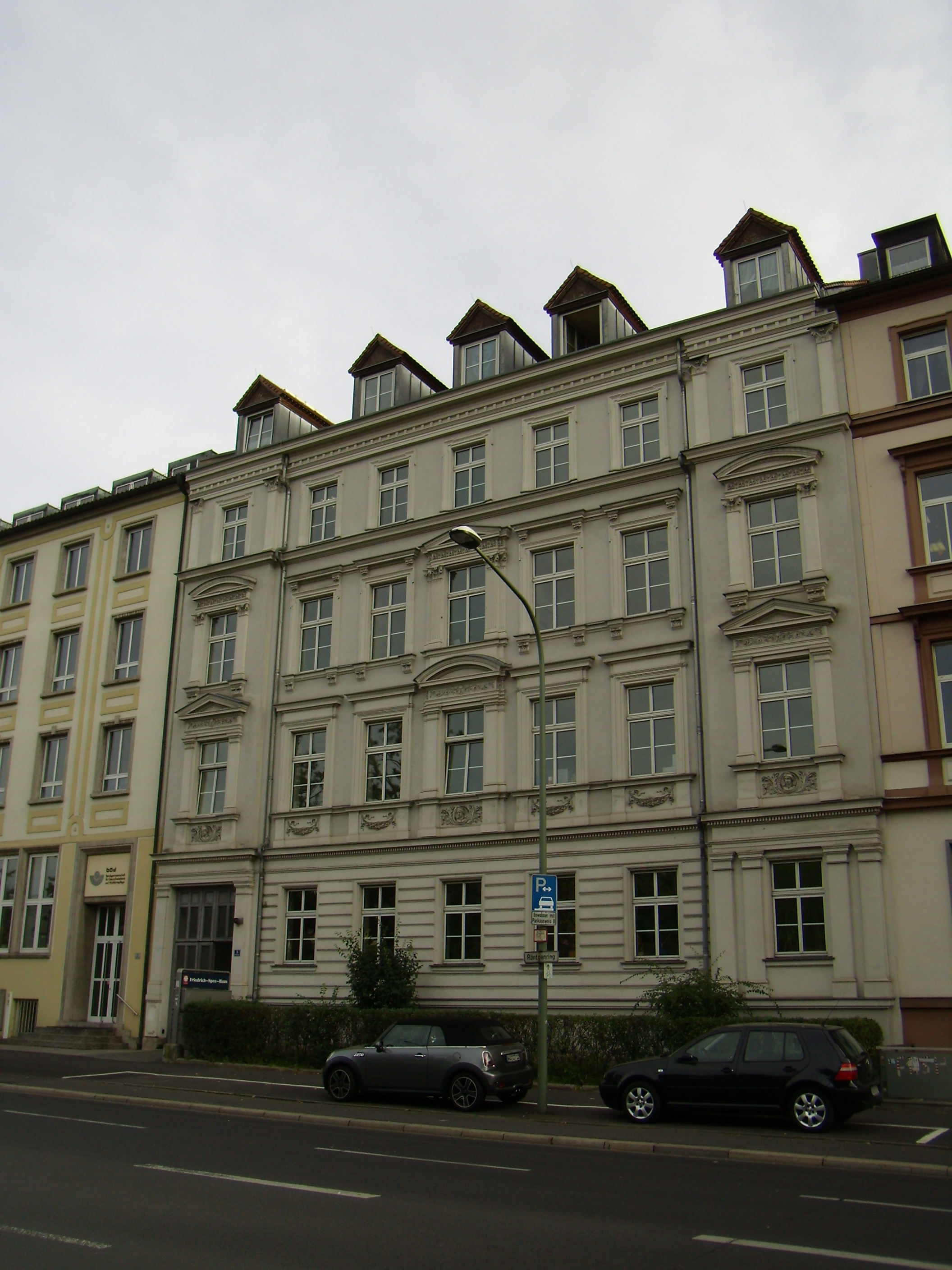
První velká budova mariannhillských misionářů ve Würzburgu na adrese Röntgenring 3

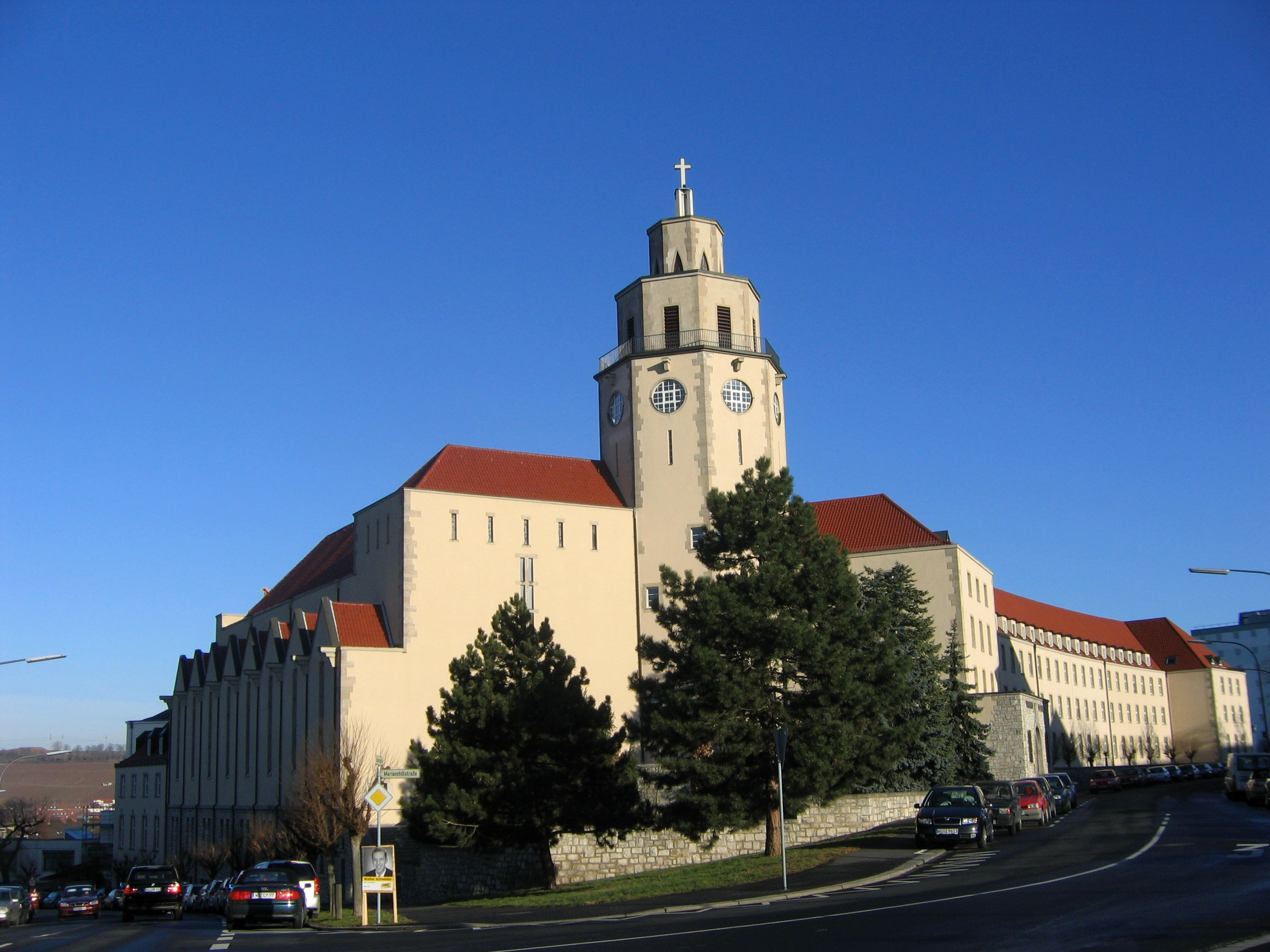
Seminář Pia X. a kostel Nejsvětějšího srdce Páně ve Würzburgu

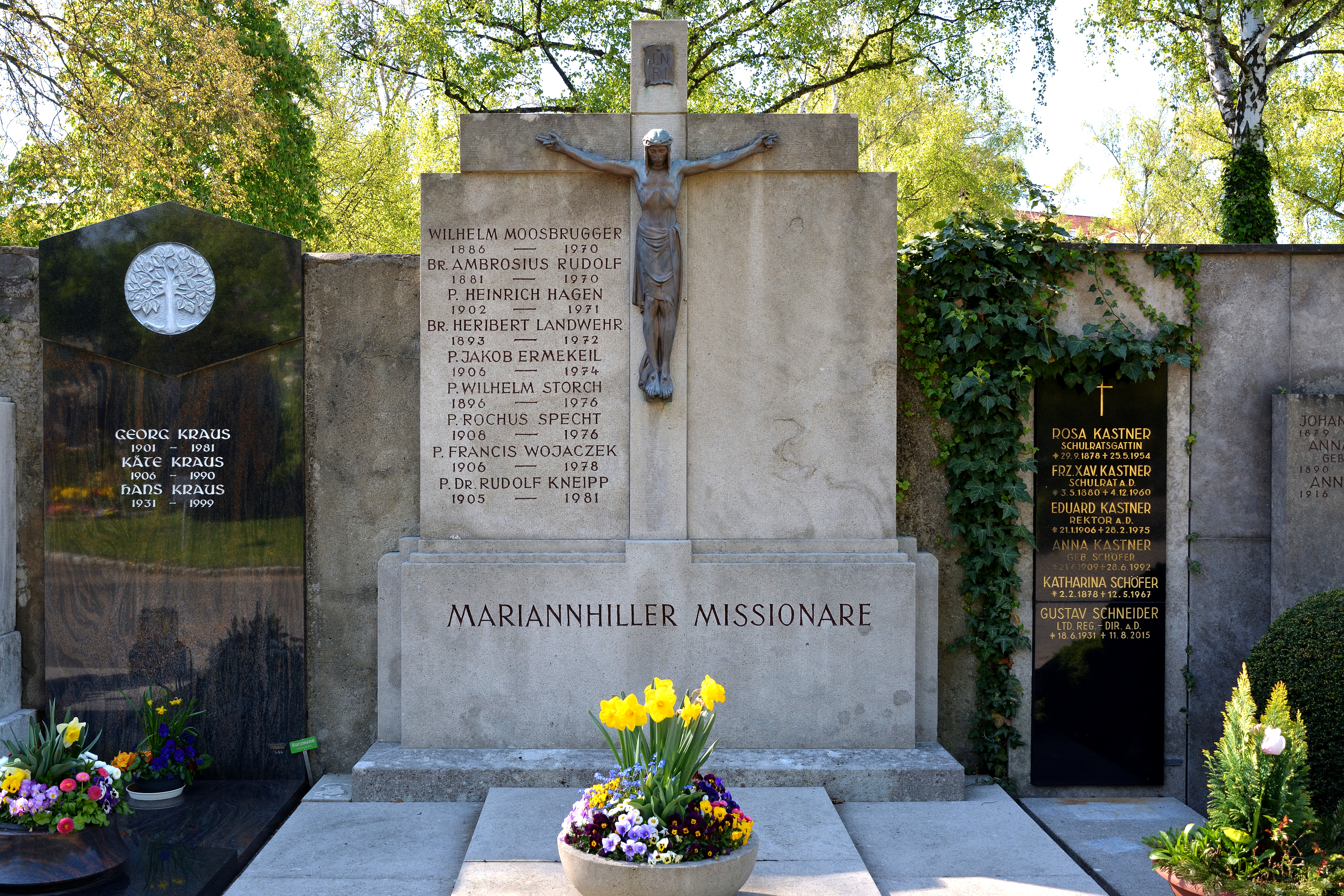
Řádová hrobka na hlavním hřbitově ve Würzburgu

Již v roce 1882 bydlel na faře kostela sv. Petra ve würzburské čtvrti Sander bratr misionářů z kongregace. V roce 1889 získali mariánští bratři vlastní budovu v Reibeltgasse, kterou však opět prodali, aby získali větší budovu na Pleicher Ring (dnes Röntgenring 3), kde od roku 1930 sídlil generální kongregační sbor. V roce 1927 mohla být ve Würzburgu zahájena stavba semináře pro komunitu. Antiklerikální politika národního socialismu a důsledky druhé světové války brzdily rozvoj kongregace. Po válce se však kongregaci podařilo obnovit svou činnost.
Seminář Pia X. s kostelem Nejsvětějšího srdce Páně (Herz-Jesu-Kirche), klášterním kostelem na Mönchbergu, který plánoval Albert Boßlet a který se podílel na utváření panoramatu Würzburgu, byl ve Würzburgu dokončen v roce 1929 a biskup Matthias Ehrenfried jej vysvětil jako seminář pro komunitu. Mezitím se odtud vydali studenti náboženství z Německa, Nizozemska, Rakouska, Švýcarska a USA studovat teologii na Univerzitu Julia Maxmiliána. Dům na adrese Mariannhillstraße 1 je až do současnosti sídlem kněžské formace německé provincie. Misionáři působící v zahraničí udržují kontakt s německým ústředím kongregace.
Misionáři z Mariannhillu, kteří zde žijí, pracují mimo jiné jako faráři, nemocniční kaplani, vedoucí rekolekcí, vedoucí modlitebních kroužků a zpovědní kaplani. V domě již několik let sídlí také noviciát (příprava mladých misionářů z Německa a Polska).
V pozoruhodné věži Piova semináře se nachází muzeum, které přibližuje práci misionářů z Mariannhillu. Kromě toho se v Piově semináři nachází:
- sídlo německého představeného řádu;
- centrum vyslání do misií, správa darů,
- správa časopisu Mariannhill a mariannhillského misijního kalendáře.

### Misijní dům v Reimlingenu
Misijní dům svatého Josefa v Reimlingenu u Nördlingenu byl budován v několika etapách od roku 1920. Úkolem bylo vždy přijímat a vzdělávat řeholníky. Pro misii a domov se bratři vzdělávali ve vlastních klášterních podnicích a dílnách jako truhláři, obuvníci, zámečníci, krejčí, zahradníci, tiskaři, sazeči, knihaři, pekaři a zemědělci. Kromě toho v misijním domě i ve 21. století působí třetí generace následovníků bratra Wolfganga Hainze, který byl léčitelem. Protože do řádu vstupovalo stále méně noviců, musely být dílny a podniky v Reimlingenu postupně opuštěny, včetně velkého zemědělského podniku a naposledy v roce 2012 i tiskárny. Budovy statku a tiskárny byly prodány investorům.
Od roku 1980 se v misijním domě nachází domov důchodců a pečovatelský dům pro členy řádu z německy mluvících zemí, kteří potřebují péči.

### Vzdělávací dům v Reimlingenu
Vzdělávací dům sv. Alberta (Bildungshaus St. Albert) v Reimlingenu byl postaven přibližně v letech 1922/1923 jako novobarokní budova semináře. Spolu se sousedním hradem Reimlingen sloužil k výchově noviců a pozdních povolání. Později sloužil také jako internátní škola pro chlapce.
Budovu a tělocvičnu provozovala Kolpingova akademie jako konferenční centrum. V roce 2021 byl Bildungshaus prodán.

### Klášter Mönchsdeggingen
V roce 1951 byl zakoupen klášter Mönchsdeggingen u Nördlingenu, který byl určen jako noviciát pro kněze. Mezitím zde sídlil i generální úřad, který od roku 1970 přemístěn do Říma. V roce 2017 byl areál (s výjimkou klášterního kostela a hřbitova, které patří katolické církevní nadaci St. Martin Mönchsdeggingen) prodán.

### Gymnázium v Maria Veen
V roce 1952 byl zakoupen bývalý trapistický klášter v Maria Veen (Reken) v Münsterlandu, který byl rozšířen na školu a v roce 1958 otevřen jako gymnázium. Gymnázium misionářů z Mariannhillu je určeno asi pro 600 dívek a chlapců. V připojeném domě pro výchovu mládeže se mimo jiné pořádají „dny náboženské orientace“ a víkendy rozjímání.
V misijním domě Maria Veen žije osm misionářů z Mariannhillu. Plní různé úkoly. Pracují například jako učitelé náboženství a školní kaplani. Působí jako kaplani pro zdravotně postižené, jako farní kaplani ve farnosti a jako zástupci u manželského soudu diecéze Münster.

### Školní centrum na zámku Riedegg

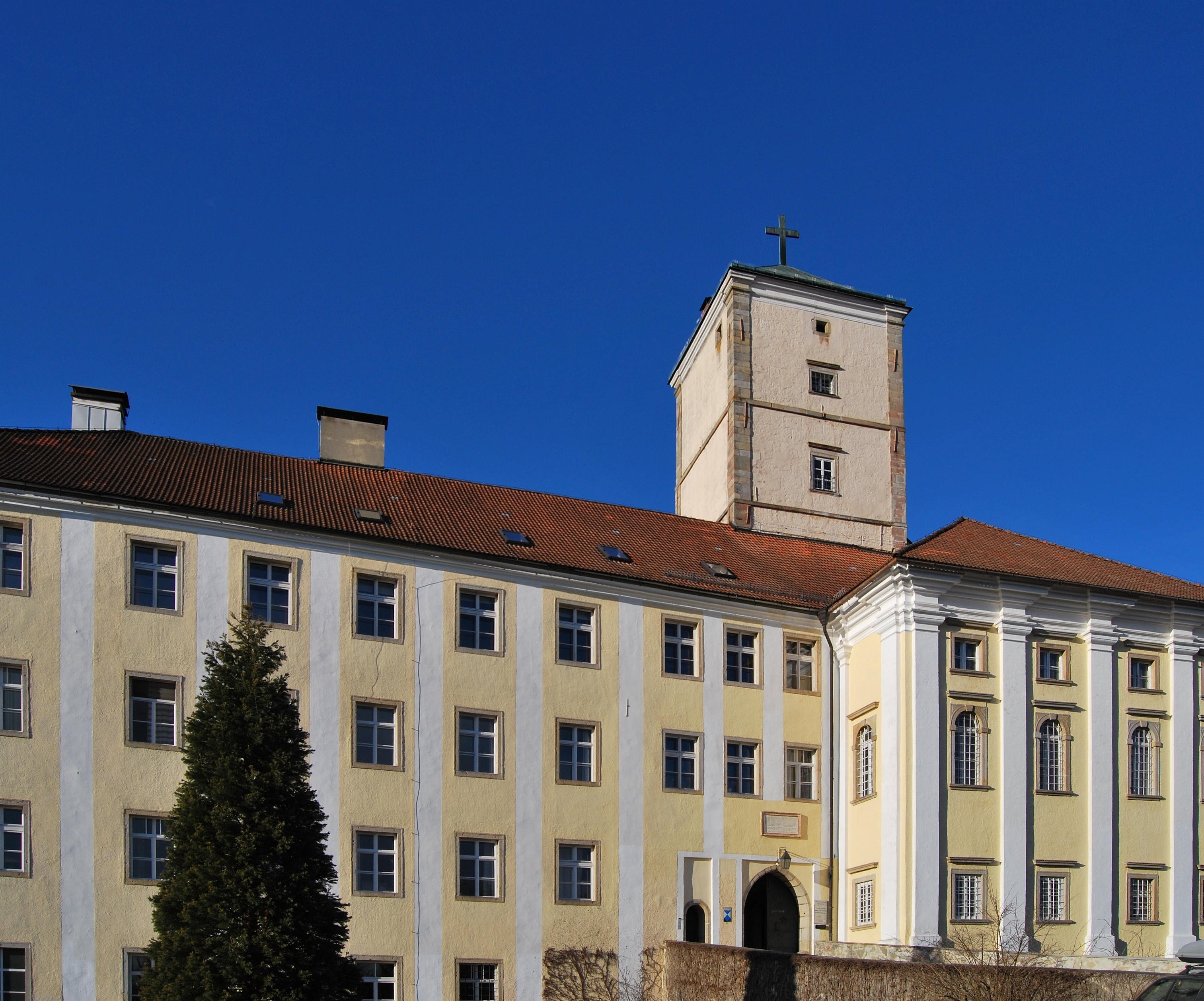
Zámek Riedegg (pohled z jihu)

V roce 1936 koupili mariánskolázeňští misionáři zámek Riedegg u Gallneukirchenu v Horních Rakousech. Misionáři vybudovali v Riedeggu školní středisko včetně gymnázia a afrického misijního muzea. Na hradě sídlí polytechnická škola v Gallneukirchenu.

### Benefiziatenhausu Marie Beinberg
Od roku 1947 do roku 2014 byli misionáři z Mariannhilu pověřeni beneficiátní službou v „Benefiziatenhaus“ u Maria Beinberg.

### Aloysianumv Lohru nad Mohanem
Aloysianum, internátní školu a seminář mariánskolázeňských misionářů v Lohru nad Mohanem, vybudovala v letech 1910–1911 skupina společného života pod vedením mariannhillského misionáře otce Notkera Vorspela. V roce 1914 byl přejmenován na Schülerheim Aloysianum. S výjimkou období mezi lety 1939 a 1948, kdy sloužila mimo jiné jako vojenská nemocnice, bylo v Aloysianum ubytováno až 150 žáků. V roce 2003 byla ukončena činnost internátní školy. Následně byla budova přestavěna na obytný komplex.

## Generální představení
Generální představené volí generální kapituly, které se obvykle scházejí každých šest let.
- 1920–1926 Adalbero Fleischer
- 1926–1930 Hermann Arndt
- 1932–1957 Reginald Weinmann (* 1889; † 1961)
- 1957–1972 Ferdinand Holzner
- 1973–1979 Pius Rudlof
- 1979–1990 Fridolin Zueger (* 1922/23; † 21. dubna 2015 v pečovatelském domě sv. Františka v Menzingenu)[7]
- 1990–2002 Yves La Fonteine
- 2002–2004 Dieter Gahlen (* 1948; † 25. ledna 2004 v Římě)
- od 2. června 2004 Damian Weber (* 3. března 1942 v Churu)
- Thulani Victor Mbuyisa